# Edinburghs universitet

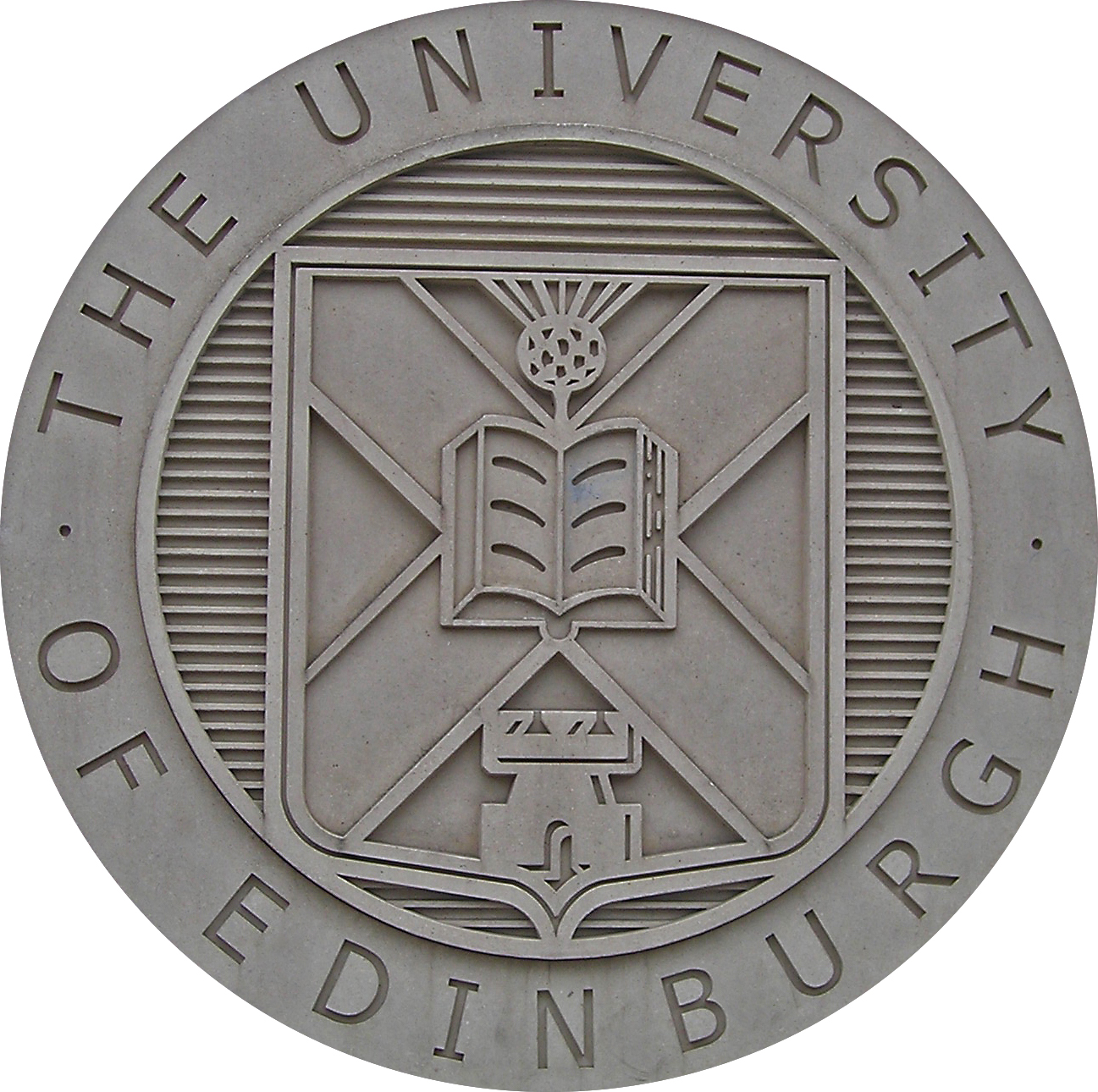
Edinburghs universitets vapensköld

University of Edinburgh (skotsk gaeliska: Oilthigh Dhùn Èideann) grundades 1582 och är ett läro- och forskningscenter i Edinburgh, Skottland. Universitet är bland de största universiteten i Storbritannien. Det är det sjätte äldsta universitetet på Brittiska öarna, vilket gör det till ett av Skottlands gamla universitet. Universitetet får in 47 000 ansökningar varje år, vilket gör det till det tredje mest populära universitet i Storbritannien sett till antalet sökande. På grund av detta är antagningskraven till universitetet mycket höga.
University of Edinburgh anses vara ett av världens mest prominenta universitet. Det har under de senaste åren regelbundet rankats som ett av världens 20 främsta enligt QS, vilket gör det till Europas femte högst rankade universitet. För kalenderåret 2022 rankades universitet som världens 16:e bästa universitet, före prestigefulla universitet som, bland andra, Columbia University och Princeton University. Universitetet är särskilt framstående inom humaniora och rankas regelbundet bland de 10 bästa universiteten i världen för enligt Times..
Det är det universitet i Storbritannien som har flest utbildade brittiska premiärministrar efter Oxford och Cambridge, samt flest domare i den brittiska högsta domstolen efter vederbörande universitet.
Universitet har flera kända alumner och över 20 nobelpristagare, bland andra David Hume, Charles Darwin, Alexander Graham Bell, James Clerk Maxwell, och Peter Higgs.

## Professurer
- Regius Professor of Astronomy